# Kumbang (Keumala)
Kumbang is een bestuurslaag in het regentschap Pidie van de provincie Atjeh, Indonesië. Kumbang telt 770 inwoners (volkstelling 2010).